# Arte otoniano

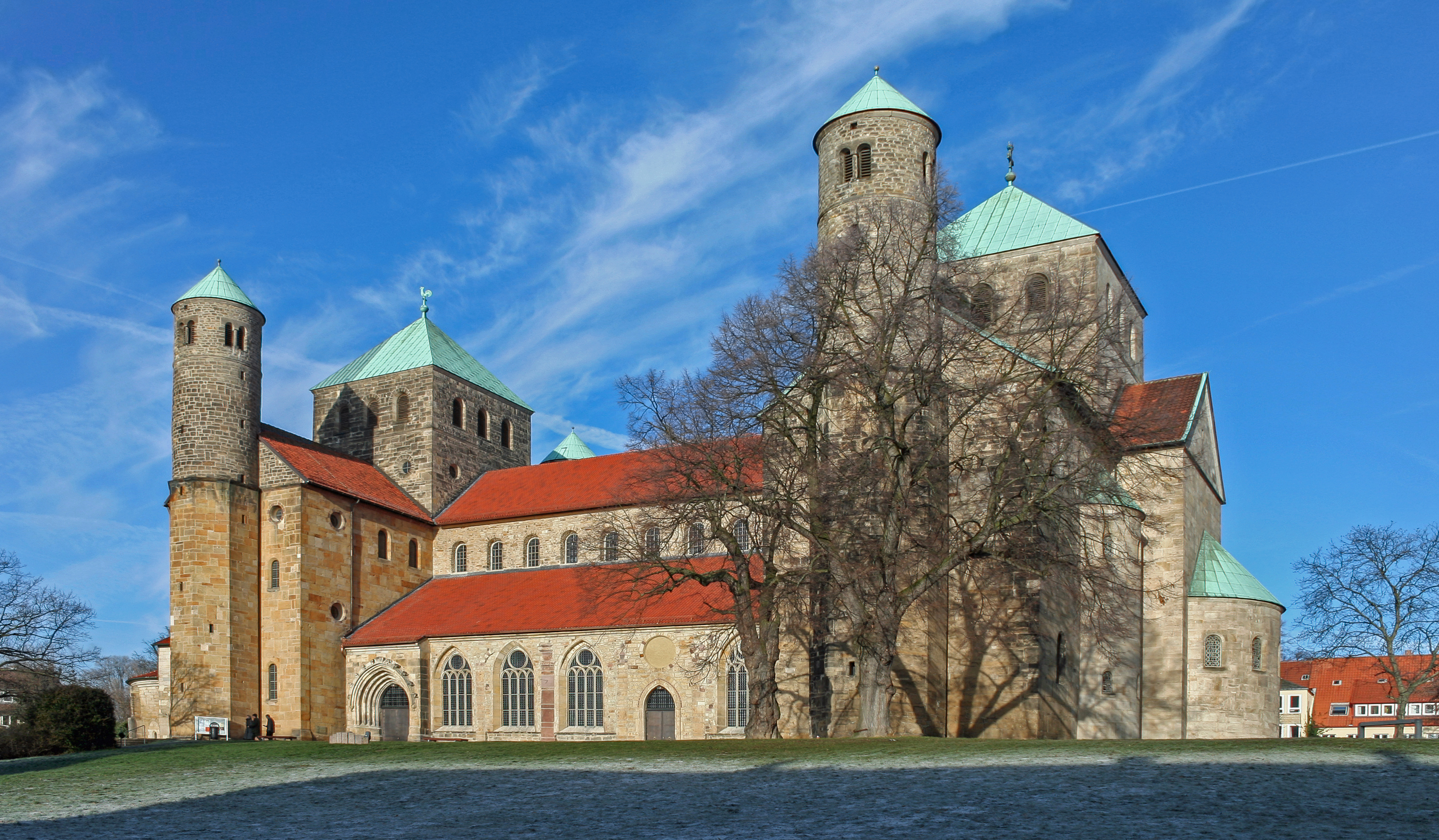
Iglesia de San Miguel de Hildesheim, declarada Patrimonio de la Humanidad.

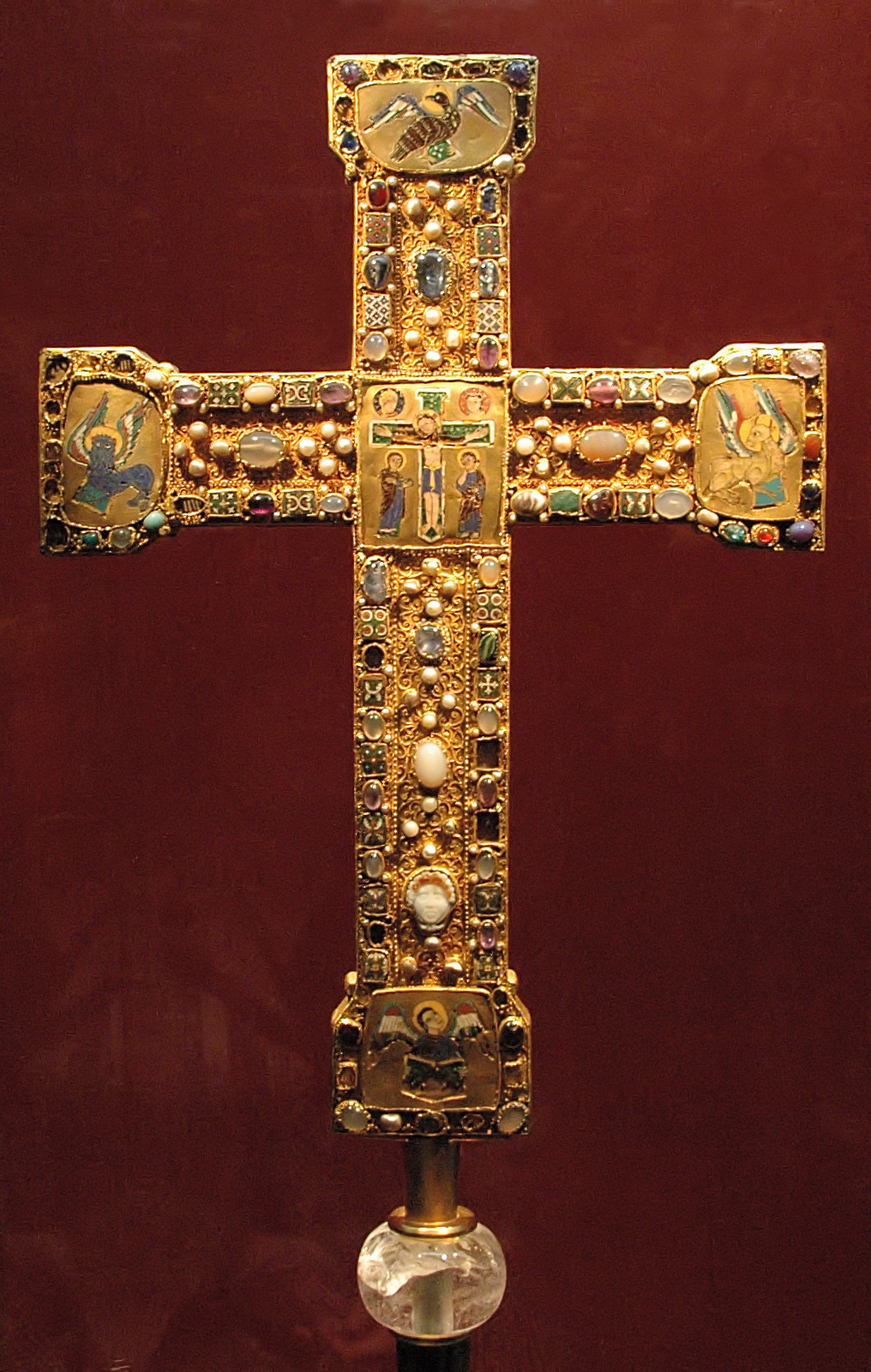
La cruz de Essen con grandes esmaltes, con gemas y grandes esmaltes senkschmelz, ca. 1000

El arte otoniano es un estilo en el arte prerrománico germano, que abarca también algunas obras de los Países Bajos, el norte de Italia y el este de Francia. Fue nombrado por el historiador de arte  Hubert Janitschek por la dinastía otoniana que gobernó Alemania y el norte de Italia entre 919 y 1024, bajo los reyes Enrique I el Pajarero, Otón I, Otón II, Otón III y Enrique II.  Con la arquitectura otoniana, es un componente clave del Renacimiento otoniano (circa 951-1024). Sin embargo, el estilo ni comenzó ni terminó de manera coincidente con el gobierno de la dinastía. Surgió algunas décadas después, ya en su gobierno y persistió más allá de los emperadores otonianos en los reinados de la dinastía Salia temprana, que carece de una «etiqueta de estilo» artística propia. En el esquema tradicional de la historia del arte, el arte otoniano sigue al arte carolingio y precede al arte románico, aunque las transiciones en ambos extremos del período son graduales y no repentinas. Al igual que el primero y a diferencia del último, fue en gran medida un estilo restringido a unas pocas de las pequeñas ciudades de la época y a importantes monasterios, así como a los círculos de la corte del emperador y de sus principales vasallos.
Después del declive del Imperio carolingio, el Sacro Imperio Romano fue restablecido bajo la sajona dinastía otoniana. De esto surgió una fe renovada en la idea de Imperio y una Iglesia reformada, creando un período de mayor fervor cultural y artístico. Fue en esta atmósfera en la que se crearon obras maestras que fusionaron las tradiciones en las que se inspiraron los artistas otonianos: modelos de origen en la antigüedad tardía, carolingios y bizantinos. El arte otoniano que sobrevive es en gran parte religioso, en forma de manuscritos iluminados y trabajos de metal, y se produjo en un pequeño número de centros para un reducido grupo de patrones en el círculo de la corte imperial, así como figuras importantes en la iglesia. Sin embargo, gran parte de ella fue diseñada para ser mostrada a un público más amplio, especialmente a los peregrinos.
El estilo es generalmente grandioso y pesado, a veces excesivo, e inicialmente menos sofisticado que sus equivalentes carolingios, con menor influencia directa del arte bizantino y menos comprensión de sus modelos clásicos. Pero alrededor de 1000 una sorprendente intensidad y expresividad emergieron en muchas obras, como «una monumentalidad solemne que combina con una interioridad vibrante, una calidad mundana y visionaria con una atención aguda a la actualidad, a los patrones superficiales de líneas fluidas y ricos colores brillantes con un emocionalismo apasionado».

## Marco histórico

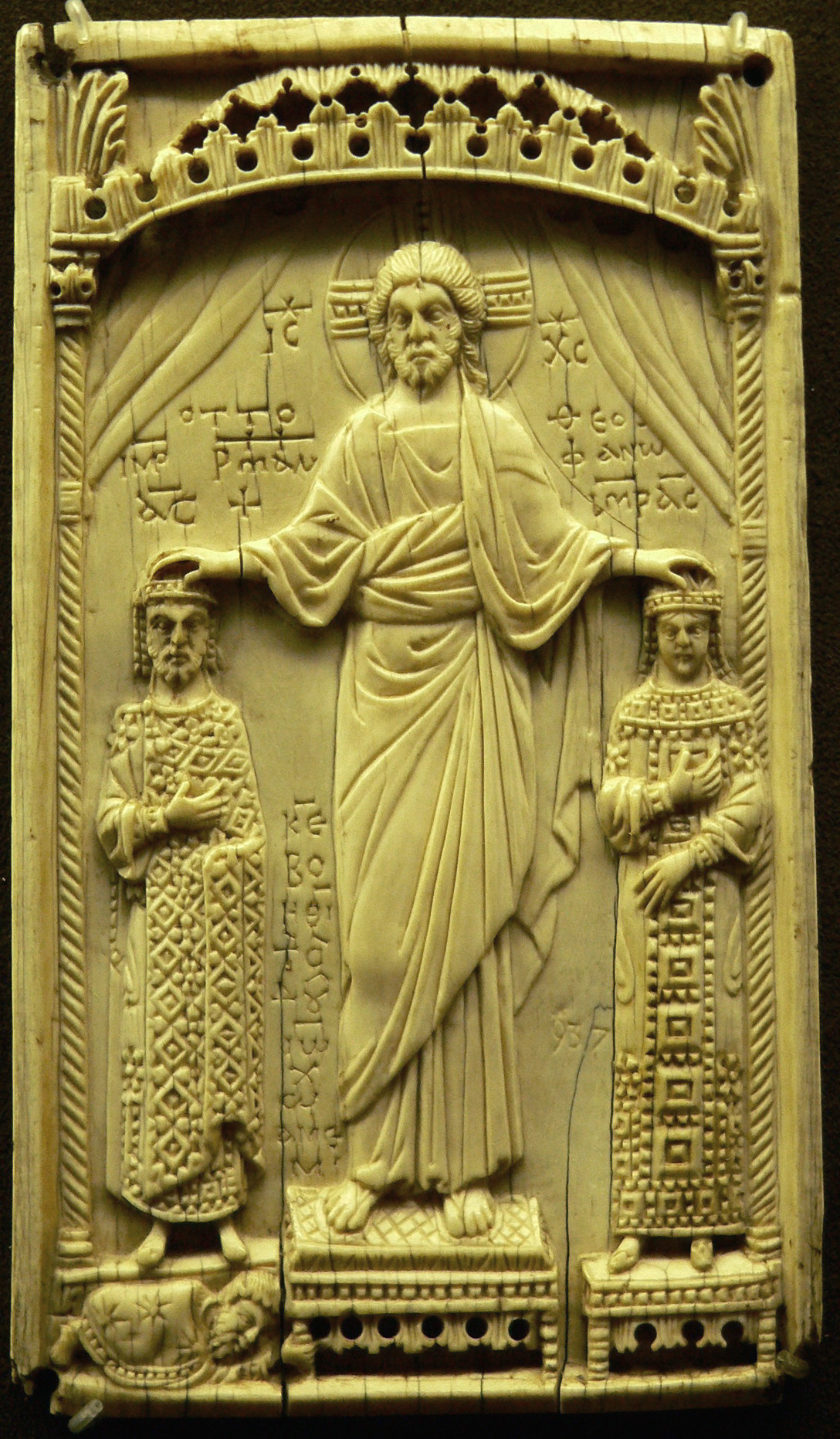
Otón II y Teófano, bajorrelieve en marfil, Museo de Cluny, París.

Este renacimiento de las artes y la arquitectura se produce bajo el patronazgo cortesano de Otón I de Alemania (936–973), hijo de Enrique I el Pajarero, y sus inmediatos sucesores: Otón II (973–983), y Otón III (983–1002). Comenzó después del matrimonio de Otón con Adelaida de Italia (951), que unió los reinos de Italia y Alemania y de esta manera acercó Occidente al Imperio bizantino, reforzando la causa de la unión entre cristianos con su coronación imperial en 962. Los emperadores posteriores residieron principalmente en el norte de Italia, llegándoseles a acusar de cierto abandono de los asuntos al norte de los Alpes. Ni Otón II ni Otón III pasaron mucho tiempo al norte de los Alpes, produciéndose durante sus reinados un arte fuertemente bizantinizado. A veces se considera que abarca también el reinado del último emperador de la dinastía, Enrique II, emperador a partir de 1014 y el primero que asumió el título de rey de los Romanos; rara vez se incluye dentro de este arte la época de la dinastía salia inaugurada por Conrado II en 1024. El término se circunscribe generalmente a la cultura de la corte imperial llevada a cabo en latín en Germania.
El "renacimiento otoniano" se manifiesta especialmente en las artes y la arquitectura, revitalizadas por el contacto renovado con Constantinopla, en la reviviscencia de algunas escuelas catedralicias, como la de Bruno I, arzobispo de Colonia, y en la producción de manuscritos iluminados, la principal forma artística de la época, de un puñado de scriptoria de élite, como Quedlinburg, fundado por Otón en 936 y en la ideología política. 
Las abadías imperiales y la corte imperial se convirtieron en centros de vida religiosa y espiritual, guiados por el ejemplo de mujeres de la familia real: Matilde de Ringelheim, la ilustrada madre de Otón I, o su hermana, Gerberga de Sajonia, o su consorte Adelaida de Italia, o la emperatriz Teófano.

## Finalidad del arte otoniano
Después de la coronación imperial de Otón I en 962, emergió una fe renovada en la idea del Imperio en el círculo inmediato de Otón I y una iglesia reformada, creando un período de fervor cultural y artístico. El arte otoniano fue un arte cortesano, creado para confirmar la existencia de un vínculo entre los emperadores y los gobernantes cristianos de la antigüedad tardía, como Constantino, Teodorico el Grande y Justiniano, así como con sus predecesores carolingios, en particular Carlomagno. 
Esto se logró de diversas maneras. Por ejemplo, se representaba a los emperadores flanqueados por militares y eclesiásticos, imagen que resulta de una larga tradición iconográfica imperial. Así puede verse si se compara el retrato bizantino de Justiniano en el marfil Barberini, con el retrato de Otón III en los Evangelios de Múnich de Otón III (Biblioteca estatal de Baviera, en Múnich, cód. 4453). Otro procedimiento popular para recordar el linaje imperial de Otón era quitar elementos arquitectónicos de antiguas estructuras de Roma y Rávena e incorporarlas a edificios otonianos. Tal era la intención de Otón I cuando quitó columnas, algunas de pórfido, y otros materiales constructivos, del Palacio de Teodorico en Rávena y los usó en su nueva catedral de Magdeburgo.

## Pintura
Un pequeño grupo de monasterios otonianos recibieron el apoyo directo del emperador y los obispos y produjeron algunos de los más notables manuscritos iluminados medievales, la principal forma artística de la época. 
La pintura otoniana se considera como un renacimiento, durante el siglo X, de la pintura carolingia, de la que toma su expresividad, fundiéndolo con la iconografía romana y bizantina, que aporta su típica solemnidad. Abundan entre sus miniaturas los paisajes, los motivos arquitectónicos y los retratos de emperadores. Otón quedó escandalizado por el estado de la liturgia en Roma, así que encargó el primer Libro Pontifical, un libro litúrgico que contenía tanto oraciones como instrucciones sobre el rito. La compilación del Pontifical romano-germánico, como se le llama actualmente, fue supervisado por el arzobispo Wilhelm de Mainz.
Los primeros manuscritos parece que se realizaron en la abadía imperial de Corvey, sobre el río Weser (Renania del Norte-Westfalia). 
Después del año 1000 realizó manuscritos el scriptorium de Hildesheim.
En Tréveris trabajó el llamado Maestro del Registrum Gregorii (Musée Condé, Chantilly), o Maestro de Gregorio, en los años 970 y 980. Es responsable de algunas de las miniaturas del influyente Códice de Egberto (Codex Egberti) (Bibl. de Tréveris).
No obstante, la mayor parte de las 51 imágenes de este Códice de Egberto, un evangeliario hecho para el arzobispo Egberto de Tréveris en la década de los años ochenta del siglo X, se hicieron por dos monjes del más destacado scriptorium de la época: el de la isla de Reichenau, sobre el lago Constanza. El Codex Egberti es representa en sus imágenes el primer ciclo extenso de imágenes que narran los eventos de la vida de Jesucristo en Europa occidental, en una fusión de estilos que incluyen las tradiciones carolingias así como rasgos de influencias insulares y bizantinas. Ninguna otra obra caracteriza la imagen del arte otoniano mejor que las miniaturas que se originaron allí. Estos manuscritos producidos en el monasterio de Reichenau, lago Constanza forman parte, desde 2003, del Programa Memoria del Mundo. El scriptorium de Reichenau se especializó en ilustraciones del Evangelio en libros litúrgicos, muchos de los cuales eran encargos imperiales, como los Evangeliarios de Otón III 997 y 1002, conservados en Aquisgrán y Múnich) y el Leccionario de Enrique II (principios del siglo XI, Biblioteca estatal de Baviera, Múnich, cód. 4452). 
Otros manuscritos famosos incluyen el Evangeliario de Reichenau, El Codex Liuther y el Apocalipsis Bamberg (creado entre los años 1000 y 1020). 
Otros importantes scriptoria monásticos que florecieron en la época otoniana, produciendo manuscritos, son los de:

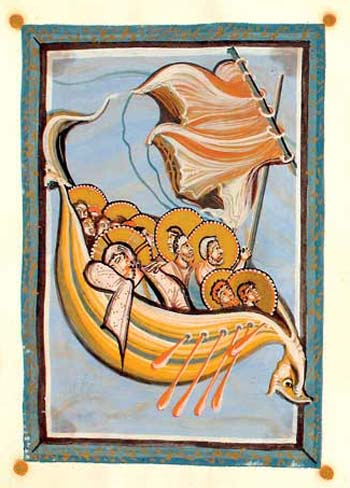
Tormenta en el mar, del Evangeliario de Hitda, h. 1000-1025.

- Colonia, donde a principios del siglo XI se elaboraron evangeliarios para la abadesa Hitda de Meschede (Bibl. de Darmstadt; cód. 1640) y el Sacramentario de San Gereón (Biblioteca Nacional de Francia, cód. lat. 817), de fuerte influencia bizantina, con pinceladas intensas y vivos colores.
- Ratisbona. En este scriptorium, que gozó del patrocinio de Enrique II, se escribieron el Sacramentario de Enrique II (Bibl. de Múnich, cód. 4456) y el Leccionario de la abadesa Uta de Niedermünster (Bibl. de Múnich, cód. 13601).
- Echternach, floreció a finales del período otoniano, con obras como el Evangeliario Dorado de Enrique III (El Escorial, cód. Vetrinas 17).
- Salzburgo, también de mediados del siglo XI, en donde se hizo el Leccionario de la biblioteca de los arzobispos de Salzburgo (Bibl. de Múnich, cód. 15713).

Se conservan algunos frescos de esta época en la iglesia de San Jorge del monasterio de Oberzell, situado en la isla de Reichenau, así como en Goldbach. Son pinturas que deben mucho al norte de Italia.

Pintura otoniana
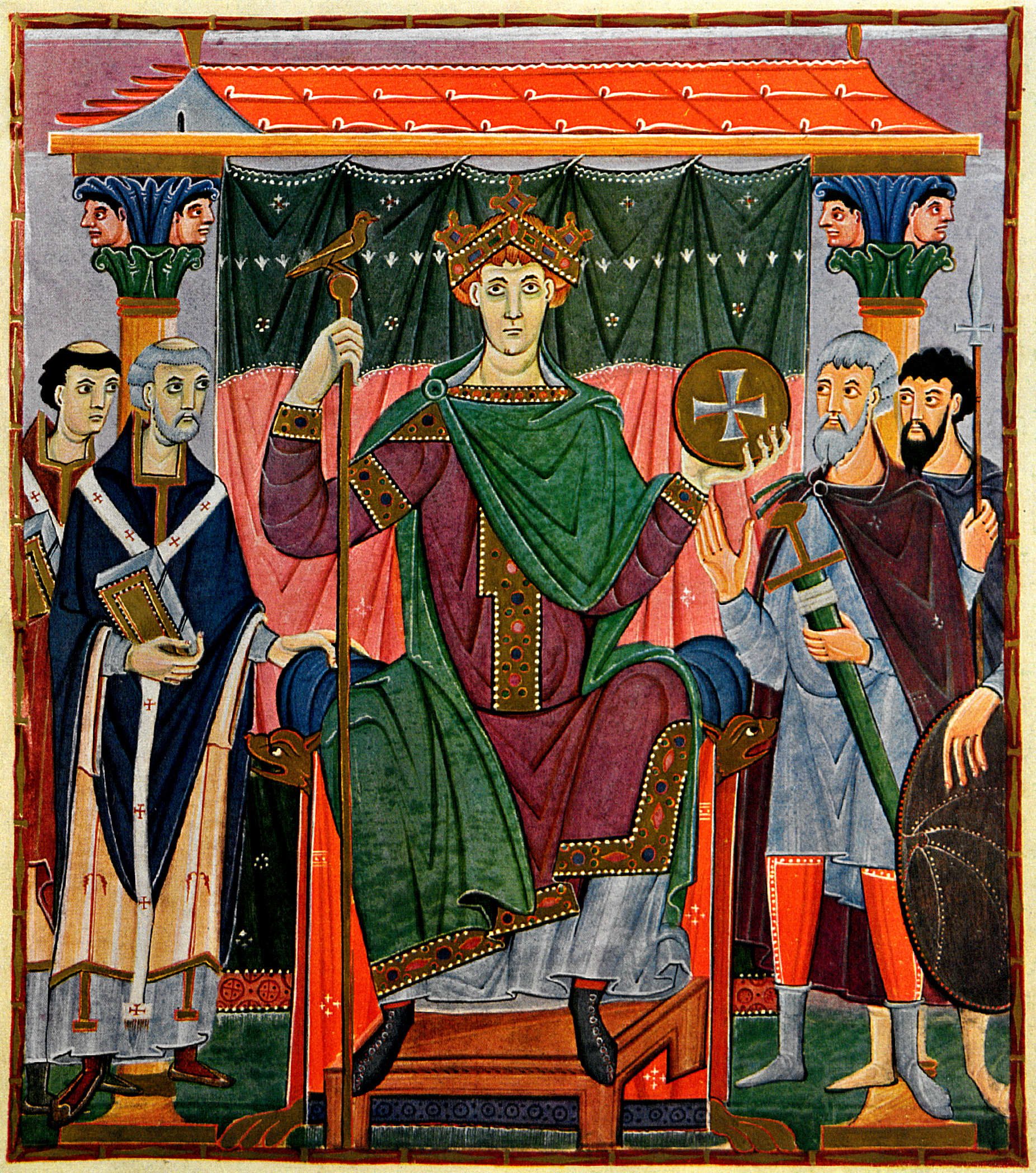
Evangeliario de Otón III, Bibl. de Múnich
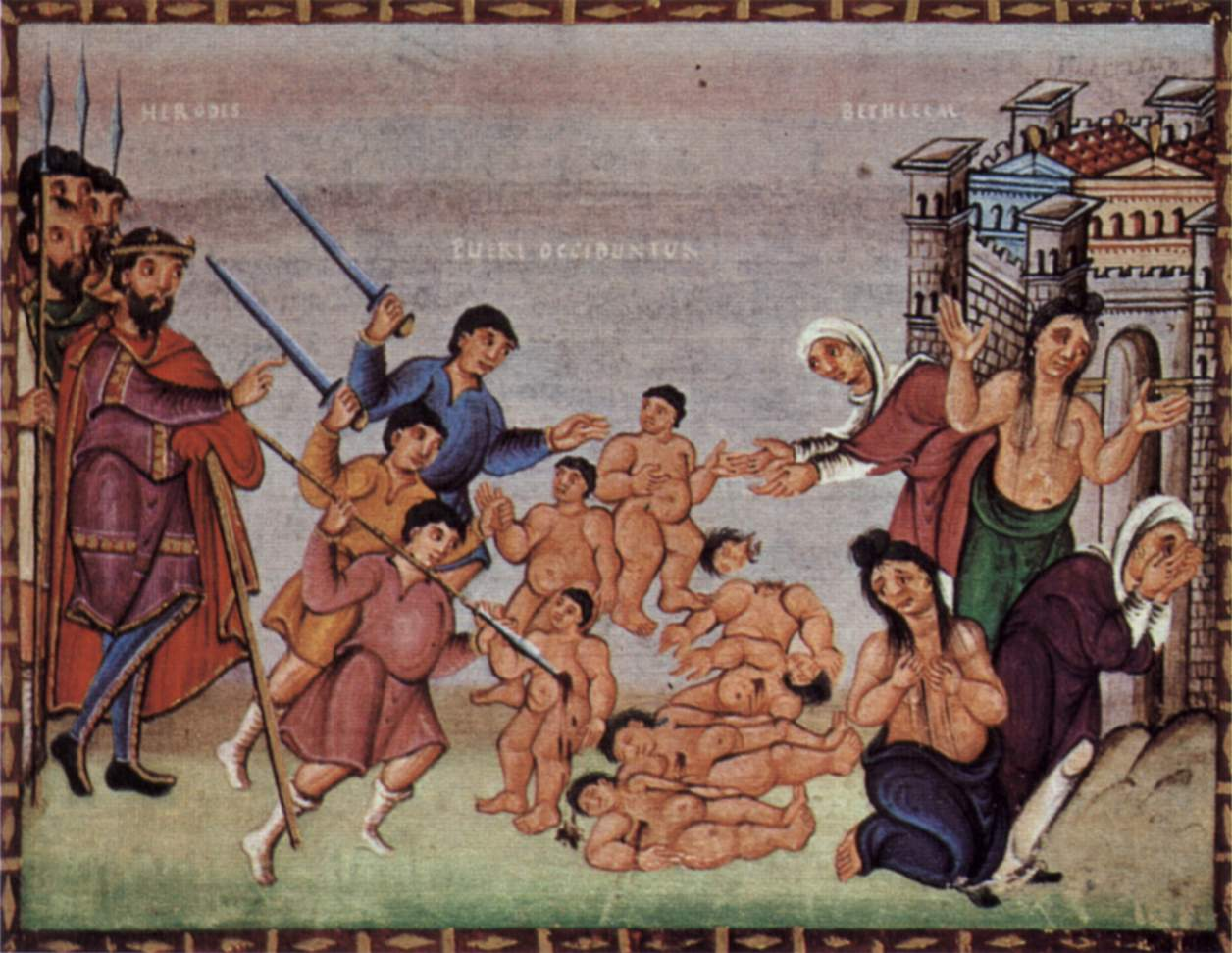
Codex Egberti, Bibl. de Tréveris
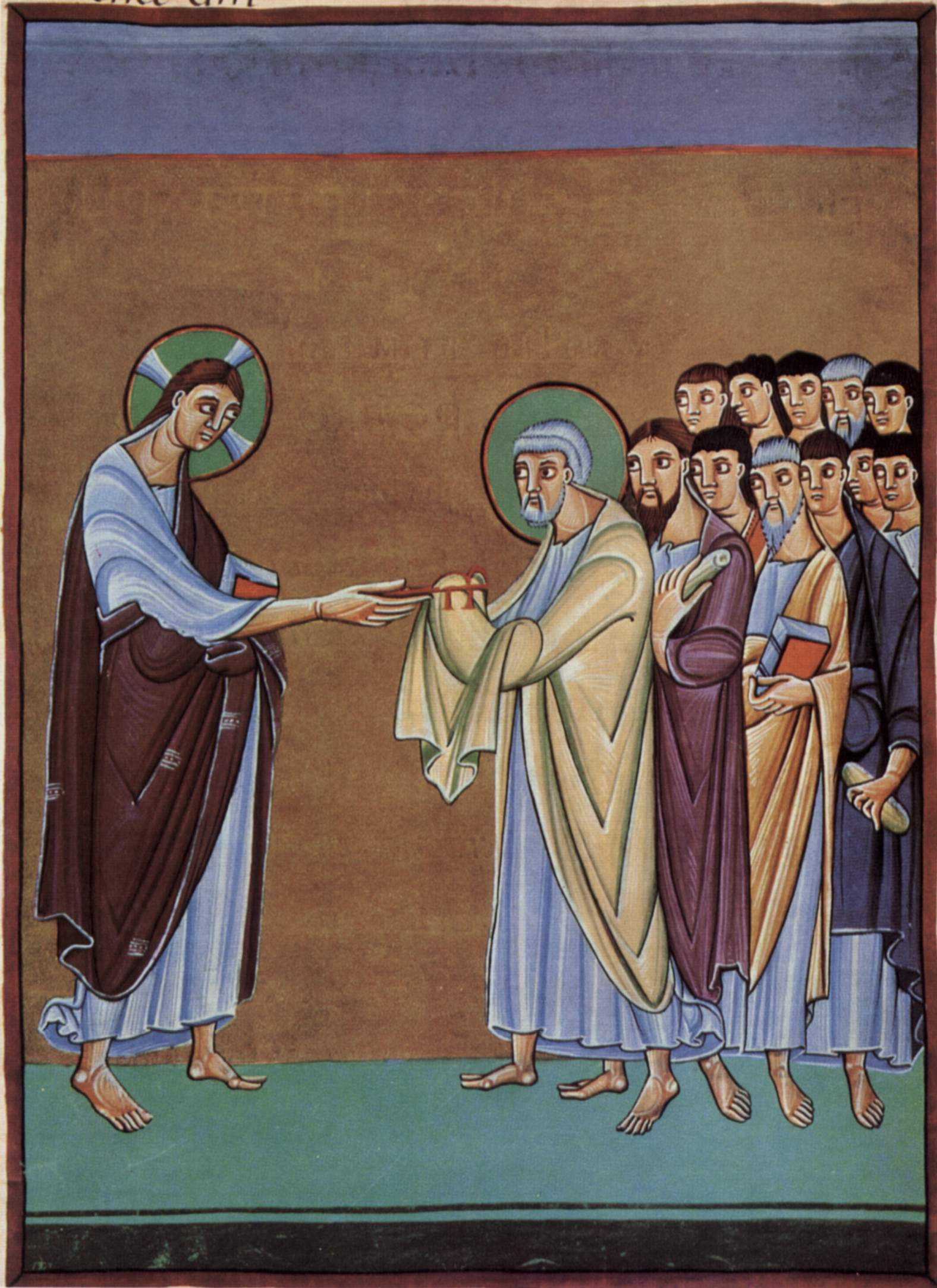
Leccionario de Enrique II, Bibl. de Múnich
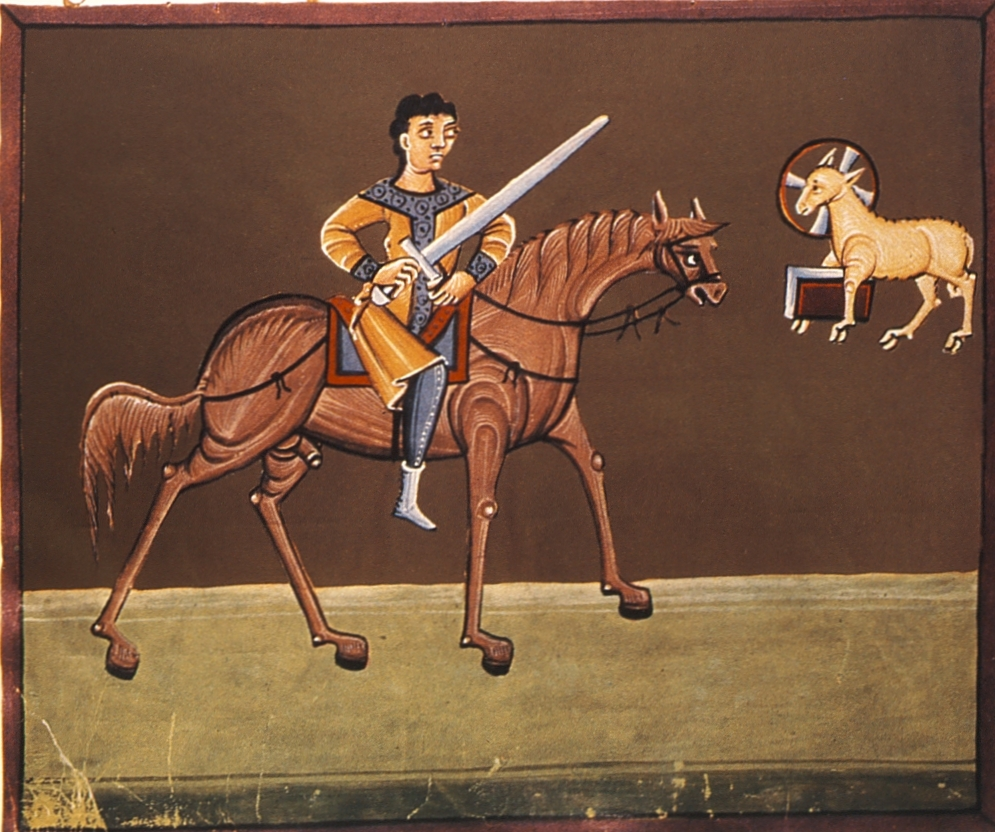
Apocalipsis Bamberg, Biblioteca Estatal de Bamberg

## Arquitectura

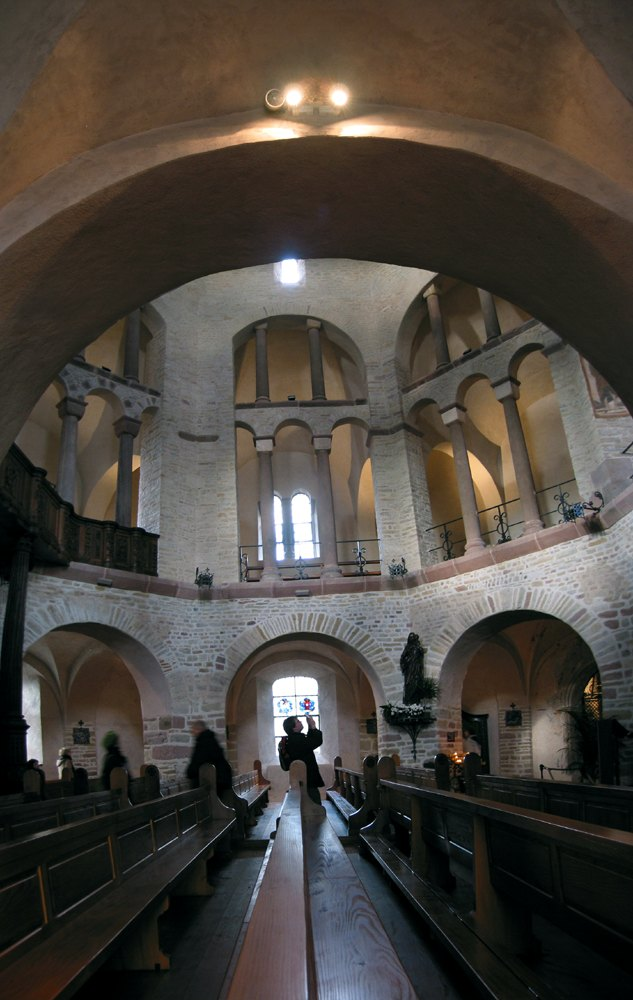
Interior de Ottmarsheim.

La arquitectura de la época otoniana abarca desde mediados del siglo X hasta mediados del siglo XI. Viene precedida por la arquitectura carolingia y seguida por el románico, por lo que presenta cierta continuidad con el arte carolingio y anticipa soluciones posteriores.
Se inspira en la arquitectura carolingia y bizantina. Entre las obras que repiten el modelo de la Capilla Palatina octogonal en Aquisgrán se encuentran Ottmarsheim (siglo XI, Alsacia) y el coro de la abadía de la Trinidad en Essen. 
La arquitectura religiosa tiende a apartarse de un plan centralizado. Se conserva la inspiración de la basílica romana. La arquitectura otoniana mantiene el doble rasgo carolingio terminado con ábsides a ambos lados del final de la iglesia. Entre las innovaciones de esta arquitectura se encuentra la elaboración y uso más amplio de galerías o tribunas, así como la alternancia en los soportes (pilares y columnas) según dos modelos: en el renano se alternan pilares y columnas, y en el sajón aparecen dos columnas entre los pilares. 
El primer ejemplo de la arquitectura otoniana es la iglesia abacial de San Ciriaco de Gernrode (959-163), aparentemente la primera en Europa que tuvo una tribuna sobre las naves laterales. Es una de las pocas construcciones que se conservan de la arquitectura de principios de la era otoniana.
Otras construcciones otonianas son las Colegiata Santa Gertrudis de Nivelles (1046, Bélgica), la gran abadía de San Jorge de Oberzell, en Reichenau o la iglesia de San Miguel de Hildesheim (1010-1033).

Arquitectura otoniana
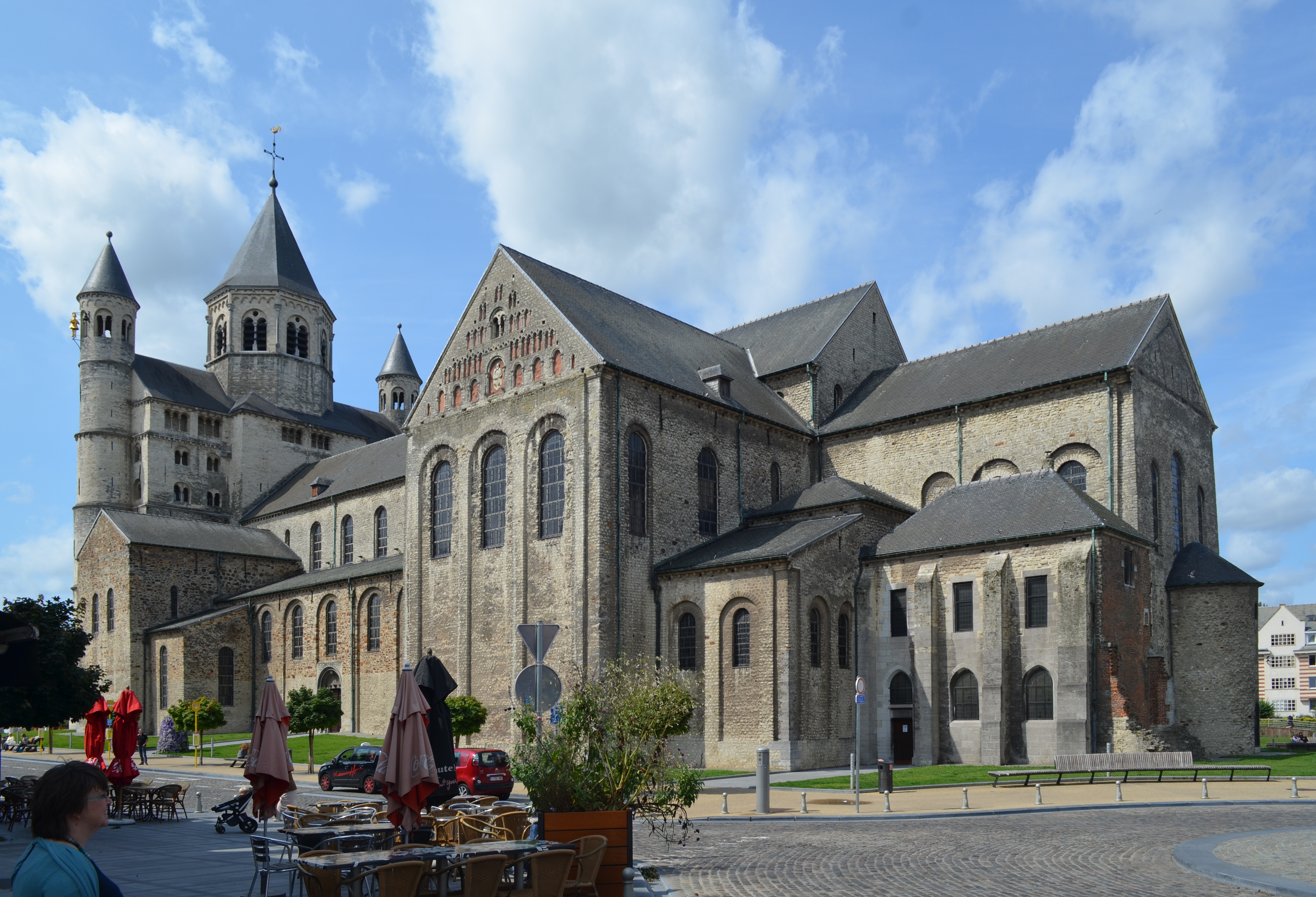
Colegiata Santa Gertrudis de Nivelles
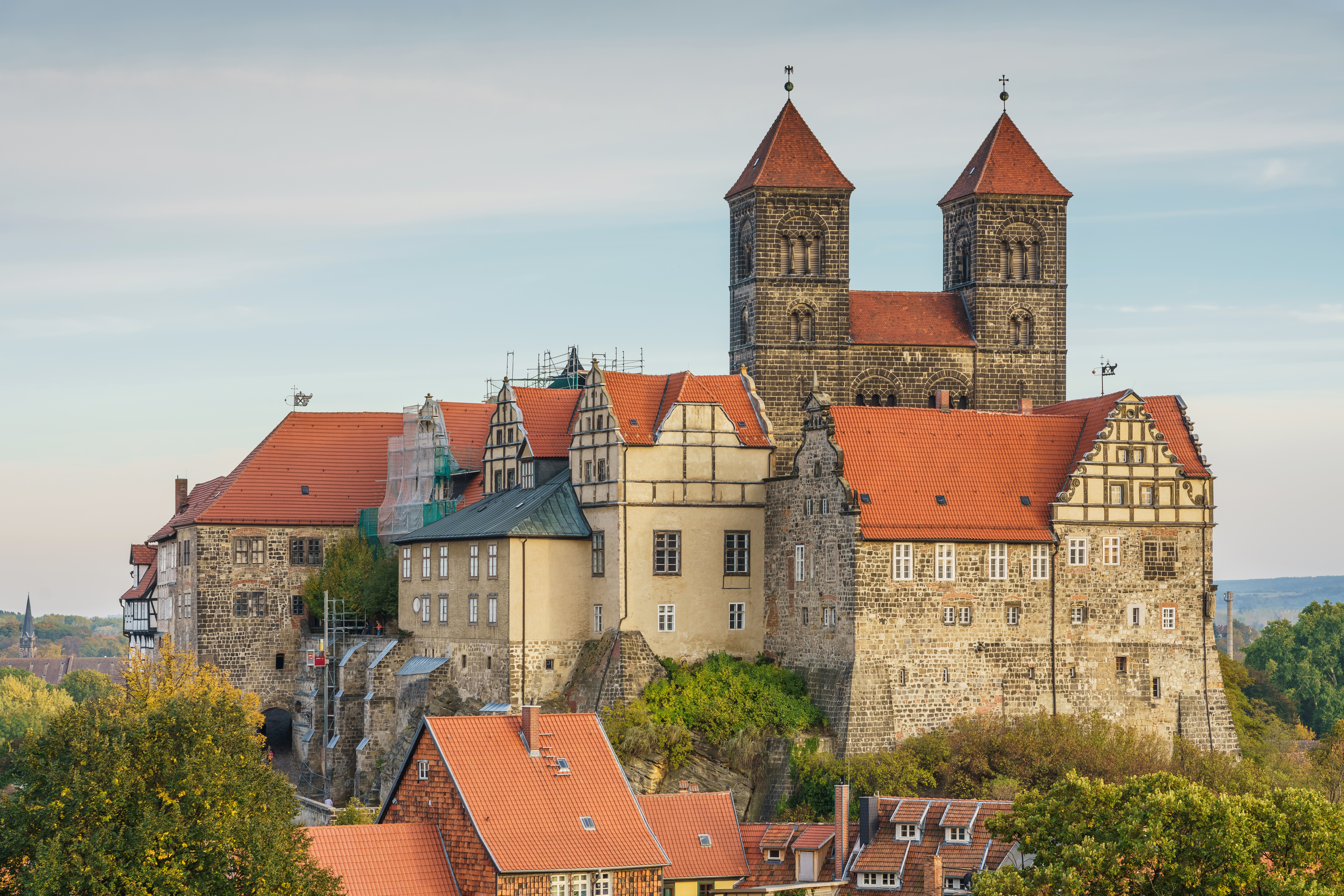
Iglesia colegial de San Servatius en Quedlinburg
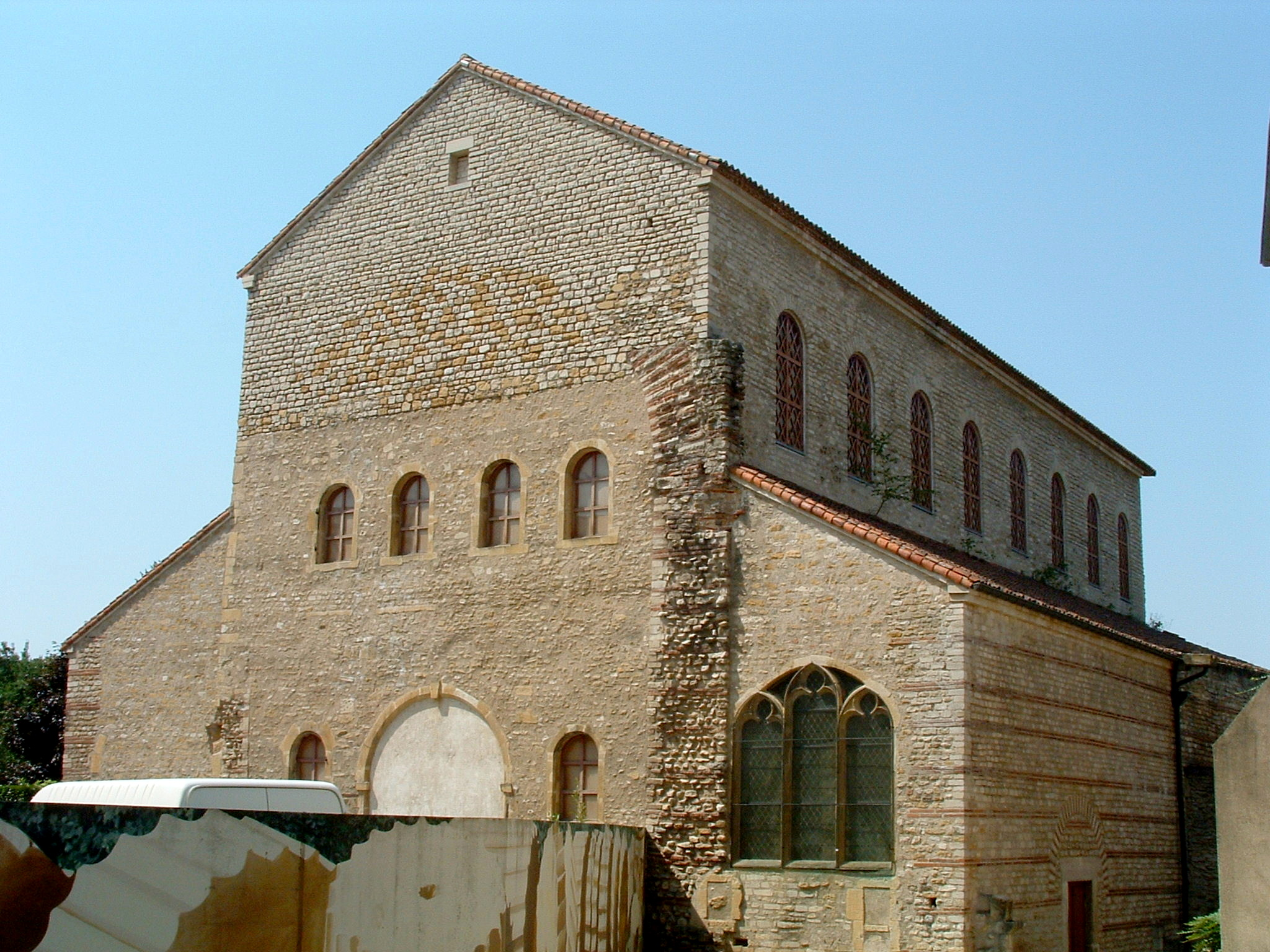
La iglesia de Saint-Pierre-aux-Nonnains de Metz, realizada sobre un edificio románico
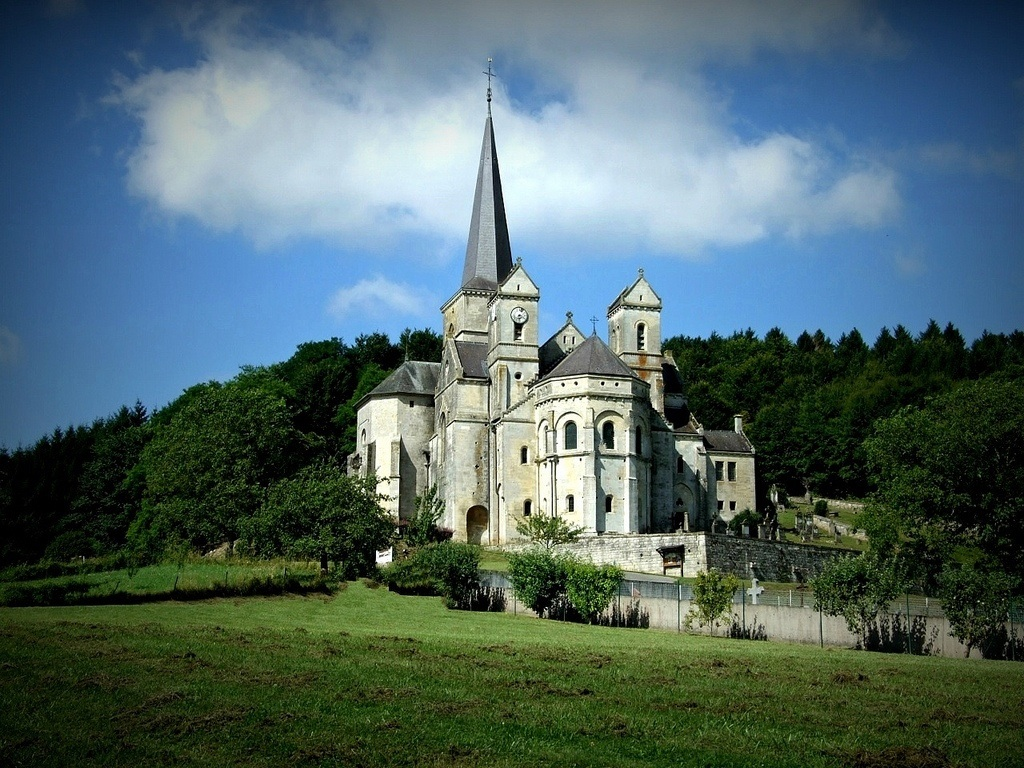
Iglesia de Nuestra Señora de Mont-devant-Sassey

## Escultura
No se produce escultura monumental, sino pequeñas esculturas en marfil y metal, principalmente bronce, embellecidas con gemas, esmaltes, cristales, y camafeos. En estas obras se funden las técnicas e iconografía bizantinas con el expresionismo típico del mundo germánico.
Las labores en bronce presentan un gran bizantinismo, especialmente después del matrimonio de Otón II con Teófano (972). Así, el taller de Hildesheim se relaciona con el arte bizantino del sur de Italia. Destacan las puertas en bronce de San Miguel de Hildesheim, con escenas del Génesis y evangélicas; unos candelabros de plata con figuras y una magnífica columna en bronce con relieves dispuestos en espiral. La técnica de fundición germánica se extenderá hacia Rusia y el norte de Italia.
Los marfiles siguen los modelos carolingios. Destacan las escuelas de Tréveris y de Fulda. Este arte está muy relacionado con la encuadernación de libros, pues formaban la decoración principal de las tapas. En el Museo Cluny (París) se conserva una placa de marfil que representa al emperador Otón II y su esposa, vestidos con traje de corte bizantino. Los marfiles otonianos influirán en el arte español del siglo XI.
Hay algunas imágenes en madera, con receptáculo para reliquias, como la Virgen de Essen (catedral de Essen), recubierta de oro, y el crucifijo de Gero, (Catedral de Colonia). La estatua del relicario de la Virgen y el Niño es una obra maestra del taller de Tréveris, aunque actualmente se conserva en la catedral de Essen. Es un relicario de tres cuartos de tamaño de madera, cubierta por una lámina de oro, con ojos esmaltados y gemas engastadas en el halo del Niño. Por su parte, el crucifijo que está en la cámara del tesoro de la catedral de Colonia se cree que fue encargo del arzobispo Gero de Colonia (obispo en 976), que posiblemente sea la creación escultural más influyente de este período, con una fuerza que anticipa las vigorosas esculturas románicas.

Escultura otoniana
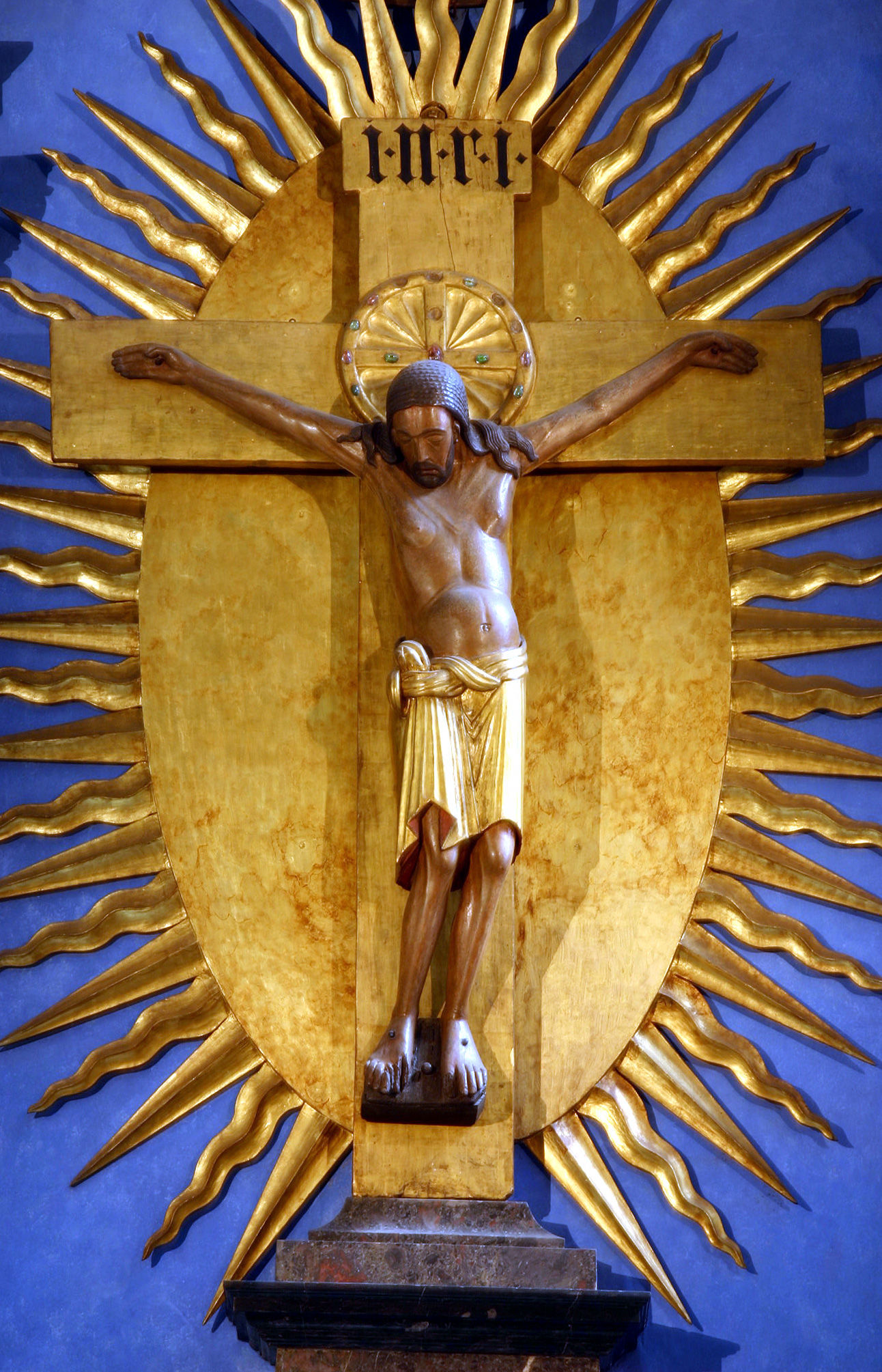
El Crucifijo de Gero, en la catedral de Colonia
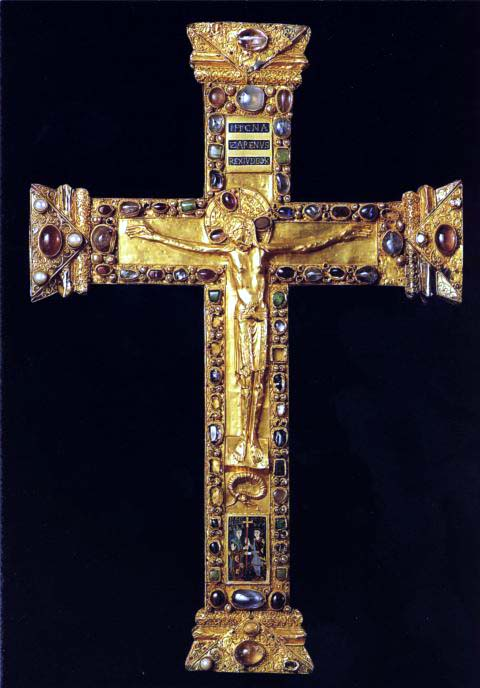
Cruz de altar hecha para la abadesa Matilde, en la catedral de Essen
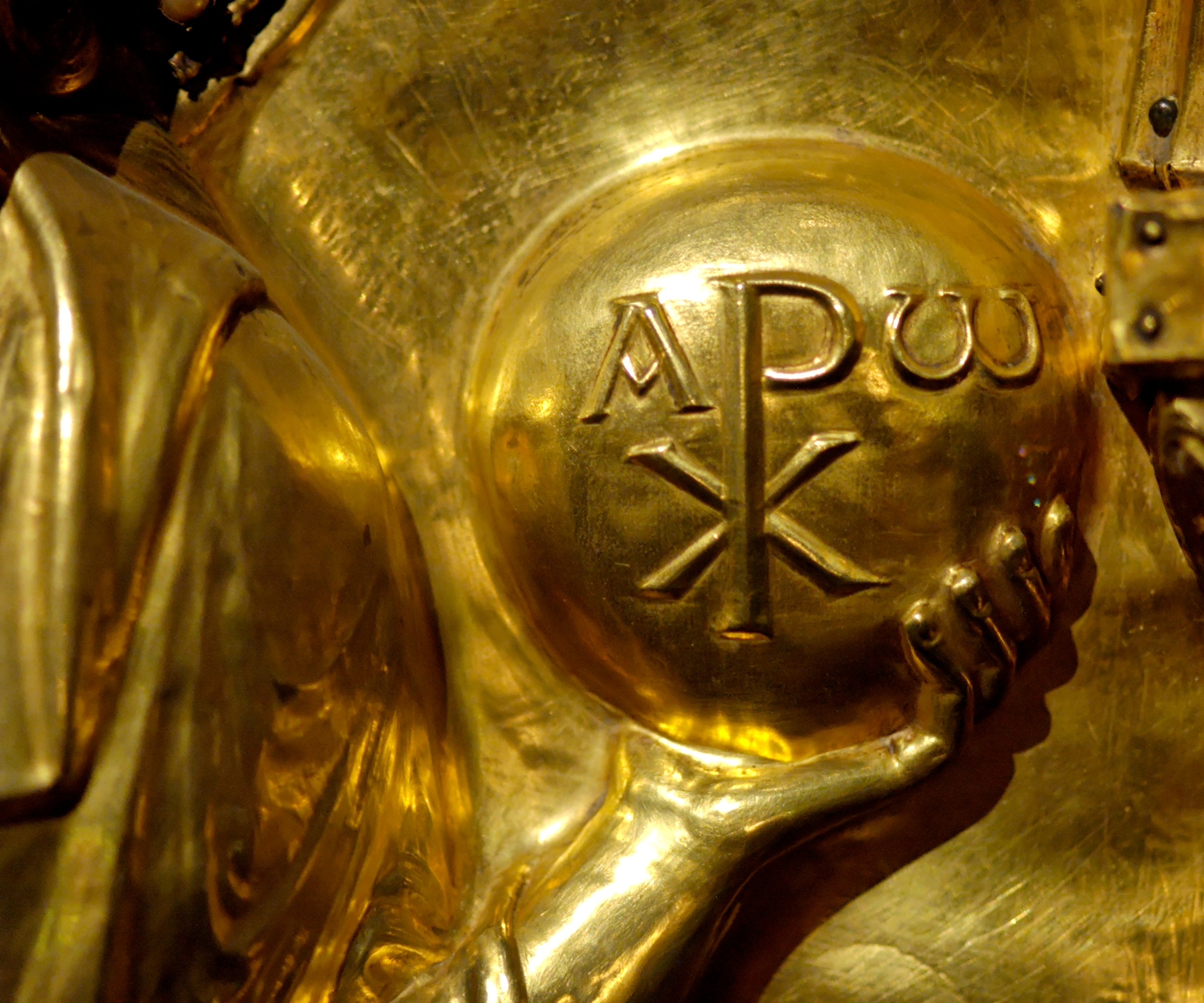
Cristo sujetando una esfera con el monograma chi-rho (detalle), Altar de oro de Basilea, actualmente en el Museo Cluny de París

La orfebrería sigue los modelos carolingios, si bien con mayor importancia de los esmaltes. Destacan dos talleres: el de Tréveris, patrocinado por el obispo Egberto y el de Essen, creado por Matilde, nieta de Otón I, que fue allí abadesa desde el año 973 hasta 1001. Entre las piezas que se conservan de este período, cabe citar:
- El altar de oro de Basilea, actualmente en el Museo de Cluny (París), de principios del siglo XI, donación del emperador Enrique II; hecho en madera de roble con oro.
- La cruz de la abadesa Matilde en la catedral de Essen
- Cruz de Lotario, en la catedral de Aquisgrán.
- El manto de Enrique II, en Bamberg, recamado en oro y seda sobre fondo azul, con el Zodíaco y temas religiosos.
- Tapa dorada del Codex Aureus de Echternach (Museo Nacional Germano de Núremberg)

En la cámara del tesoro imperial, localizada en el Palacio Imperial de Hofburg de Viena se conserva la gran corona imperial, uno de los más importantes objetos asociados a Otón I. Está formada por ocho grandes láminas, unas con piedras engastadas y otras con esmaltes en técnica cloisonné con figuras como la del rey Salomón. Sólo en Italia podía haber artesanos, formados en la tradición bizantina, que dominaran la técnica para realizar semejante obra. Lo más probable es que se realizara para la coronación de Otón I en Roma (962), sufriendo dos añadidos posteriores: una pequeña cruz montada sobre la parte frontal, que seguramente se hizo para Otón II después de su sucesión en el año 973; y un arco que pasa sobre la corona, en el que hay una inscripción con el nombre del emperador Conrado II, coronado en 1027, por lo que a veces también es llamada "corona de Conrado II".

Orfebrería otoniana
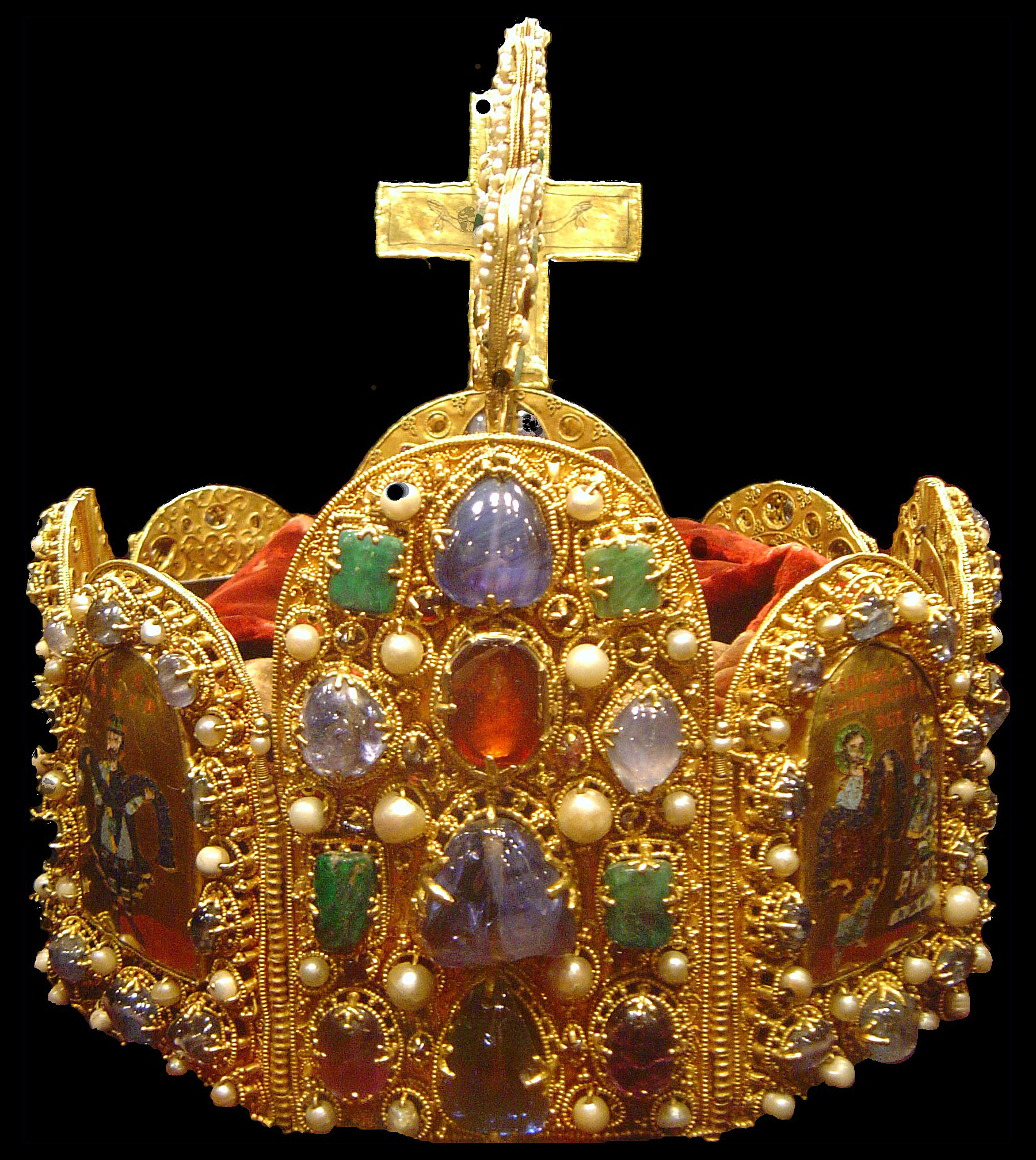
La corona imperial conservada en Viena, vista desde atrás
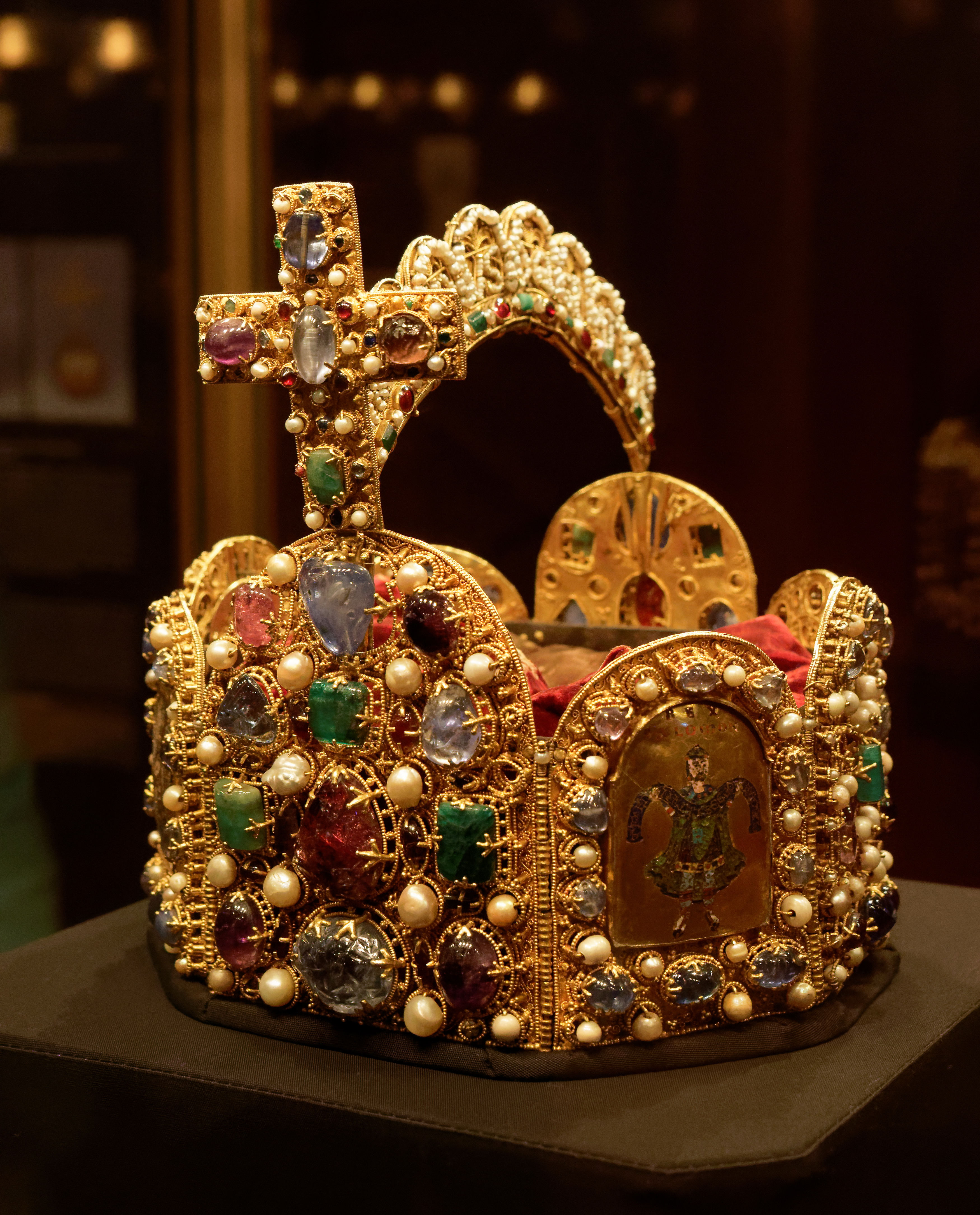
Vista lateral
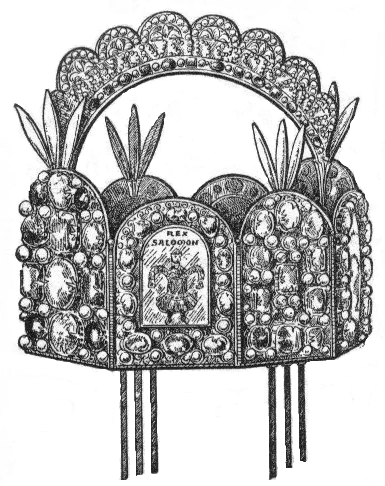
Reconstrucción de la corona imperial
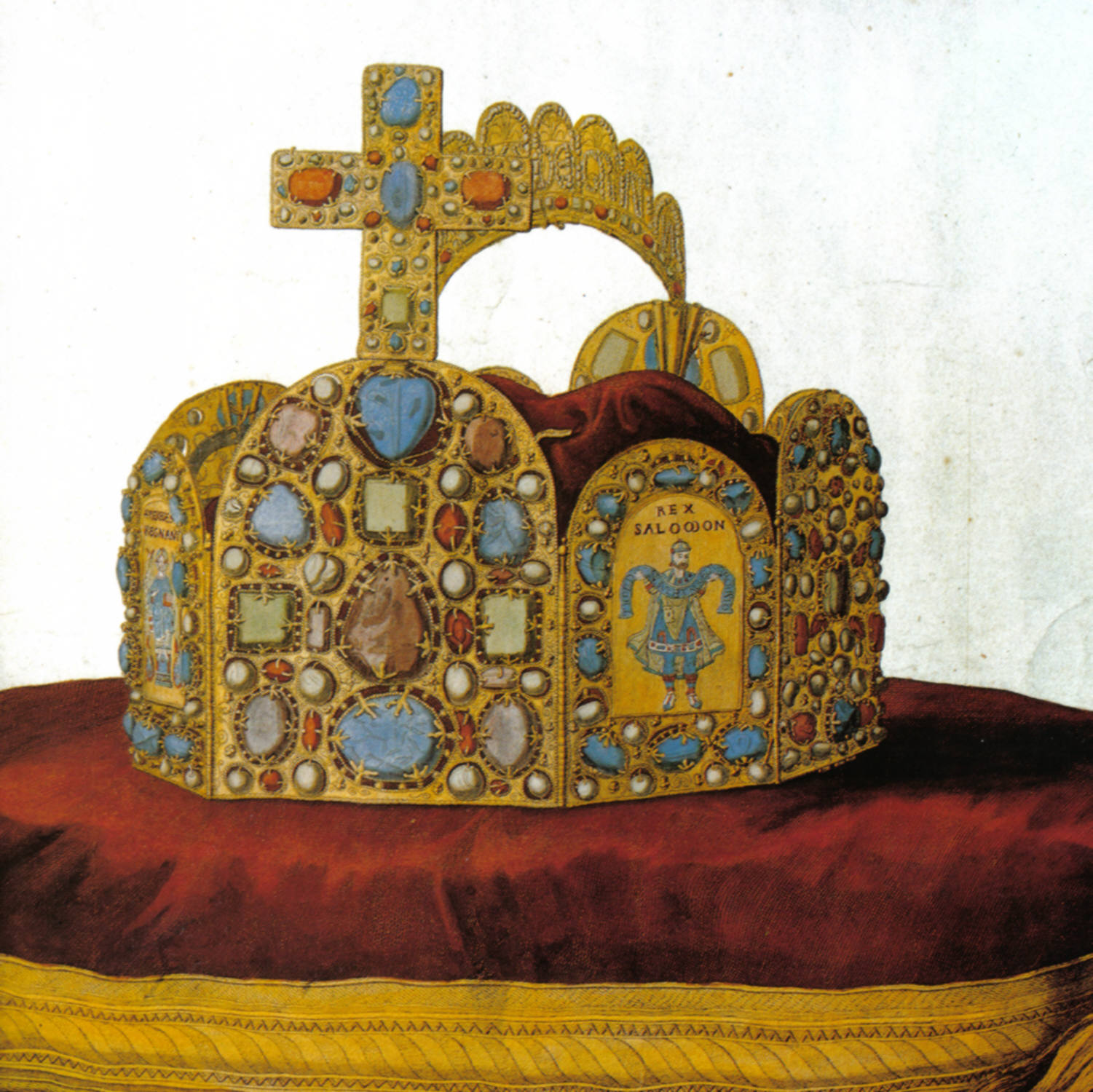
La corona imperial del Sacro Imperio Romano-Germánico, acuarela de Johann Adam Delsenbach, hecha en 1751.

## Literatura y política
Hroswitha de Gandersheim caracteriza los cambios que ocurrieron en la época. Era una monja que compuso versos y dramas, basándose en las obras clásicas de Terencio. 
Políticamente, el período se caracteriza por las teorías sobre la unidad de la cristiandad y el imperio, así como nociones clásicas revividas sobre la grandeza imperial en Occidente. Hay que recordar que Otón II tuvo una esposa griega, Teófano, y a través de este matrimonio la iconografía bizantina penetró en Occidente. El globus cruciger, esto es, el orbe (globus) con una cruz (cruciger) encima se convirtió en símbolo del poder real y los imperadores romano germánicos se representaron como coronados por Cristo al estilo bizantino. Precisamente por intentar revivir la gloria del Imperio romano por lo que el emperador Otón III hizo de la ciudad eterna su capital e introdujo el estilo greco-romano en el ceremonial cortesano.